# Puntius anchisporus
Puntius anchisporus är en fiskart som först beskrevs av Vaillant 1902.  Puntius anchisporus ingår i släktet Puntius och familjen karpfiskar. Inga underarter finns listade i Catalogue of Life.